# Safia laurena
Safia laurena là một loài bướm đêm trong họ Noctuidae.